# Mordella flavicans
Espèce
Mordella flavicans est une espèce d'insectes coléoptères de la famille des Mordellidae et de la super-famille des Tenebrionoidea.

## Répartition
Mordella flavicans a été découvert non loin de la Mossman (en), une rivière située dans la péninsule du cap York (Queensland, Australie).

## Description
Dans sa description, l'auteur indique que Mordella flavicans mesure environ 2 mm. Sa coloration est un pâle jaune rougeâtre à l'exception de la pointe des élytres qui tire sur le brunâtre.

## Publication originale
- (en) William John Macleay, « The insects of the Cairns district, northern Queensland. Part II », Proceedings of the Linnean Society of New South Wales, Sydney, Inconnu et Société linnéenne de Nouvelle-Galles du Sud, vol. 2,‎ 1887, p. 307–328 (ISSN 0370-047X, OCLC 1755950, DOI 10.5962/BHL.PART.29181).